# فرودگاه نظامی سن لوکاس
فرودگاه نظامی سن لوکاس (به انگلیسی: San Lucas Military Airstrip) یک فرودگاه نظامی است که یک باند فرود خاک دارد و طول باند آن ۱۳۱۸ متر است. این فرودگاه در شهر سانتا روزالیا کشور مکزیک قرار دارد و در ارتفاع ۳ متری از سطح دریا واقع شده است.